# سپینو

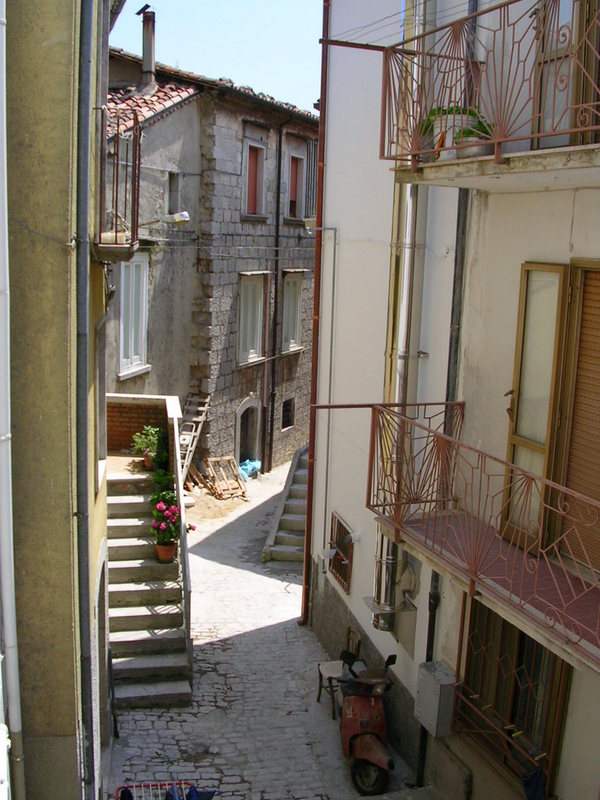

سپینو (به ایتالیایی: Sepino) یک کومونه در ایتالیا است که در استان کامپوباسو واقع شده‌است.

## خصوصیات
سپینو ۶۲٫۶ کیلومتر مربع مساحت و ۲٬۰۶۹ نفر جمعیت دارد.